# Bridgmanit
Bridgmanit – minerał z gromady krzemianów o strukturze perowskitu. Jest to główny minerał wchodzący w skład dolnego płaszcza, najgrubszej spośród geosfer, co czyni go najpospolitszym minerałem na Ziemi. Pomimo tego w naturze został odkryty dopiero w 2014 roku, w meteorycie Tenham.
Nazwa pochodzi od nazwiska amerykańskiego fizyka-noblisty, Percy’ego Bridgmana (1882–1961).

## Występowanie

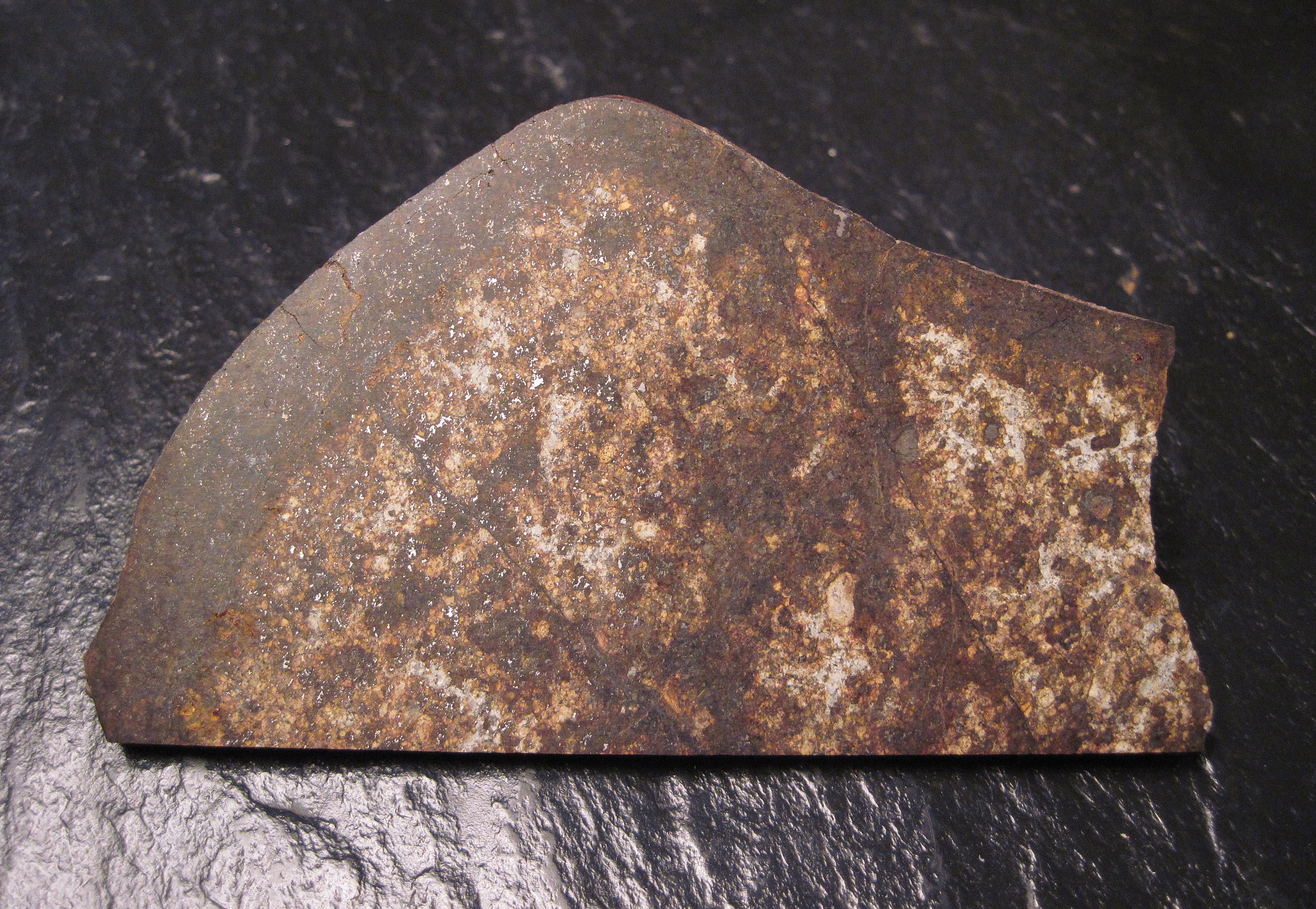
Płyta z meteorytów tenham

Krzemiany budujące Ziemię w głębokich warstwach planety podlegają przemianom fazowym wskutek działania wysokiego ciśnienia i temperatury. Dane sejsmiczne i eksperymenty laboratoryjne ukazywały, że w dolnym płaszczu pospolite krzemiany magnezu i żelaza przyjmują strukturę perowskitu. Jednak w warunkach panujących na powierzchni Ziemi takie minerały nie są stabilne termodynamicznie i nie występują nawet w skałach głębinowych. Nauka nie dysponuje próbkami materii z dolnego płaszcza.
Wysoka temperatura i ciśnienie mogą jednak zadziałać na skałę także w innych warunkach. Minerał ten został po raz pierwszy wykryty w naturze w 2014 roku, w meteorycie Tenham z grupy chondrytów L6. Mikroskopijne ilości bridgmanitu powstały wskutek metamorfizmu szokowego towarzyszącego upadkowi na Ziemię; zespół minerałów występujących w tym meteorycie wskazuje, że skała była poddana ciśnieniu sięgającemu 24 GPa i temperaturze 2300 K. Dzięki odkryciu tego minerału w naturze mineralodzy mogli nadać mu oficjalną nazwę.
Naukowcy uważają, że bridgmanit stanowi do 93% dolnego płaszcza, pomiędzy ok. 650 a 2700 km pod powierzchnią Ziemi, przez co jest prawdopodobnie najpospolitszym minerałem budującym naszą planetę.